# Фрідріх Поллок
Фрі́дріх По́ллок (нім. Friedrich Pollock; 22 травня 1894 — 16 грудня 1970) — німецький соціолог і філософ. Один із засновників Інституту соціальних досліджень у Франкфурті-на-Майні, неомарксистської теорії та член Франкфуртської школи.

## Життя
Фрідріх Поллок народився в родині власника шкіряної фабрики в Фрайбурзі. Батько Поллока відвернувся від юдаїзму, і так відповідно і виховував сина.

Поллок вивчав фінанси з 1911 до 1915. У цей час він знайомиться з Максом Хоркхаймером, з яким він дружив усе своє життя. Потім він вивчав економіку, соціологію і філософію у Франкфурті-на-Майні, де він захистив докторську дисертацію «Карл Маркс. Робоча теорія цінностей» у 1923 році.
Поллоком разом із другом-марксистом Феліксом Вайлом в 1924 році був заснований Інститут соціальних досліджень.

## Вибрані твори
- Werner Sombart's «Refutation» of Marxism, Leipzig, 1926
- Attempts at Planned Economy in the Soviet Union 1917—1927, Leipzig, 1929
- State Capitalism: Its Possibilities and Limitations; Studies in Philosophy and Social Science Vol. IX, 1941[2]
- Is National Socialism a New Order? Studies in Philosophy and Social Science Vol. IX, 1941
- Group Experiments: A Study by Friedrich Pollock, Frankfurt a.M., 1955
- Automation: Materials for the Evaluation of the Economic and Social Consequences, Frankfurt a. M., 1956
- Possibilities and Borders of Social Planning in Capitalism, 1973